# Station Grubbenvorst
Station Grubbenvorst is een voormalig spoorwegstation gelegen aan de spoorlijn Venlo-Nijmegen bij Grubbenvorst. Het stationsgebouw werd in het jaar 1884 gebouwd.
Het station moet niet verward worden met het veel grotere station Grubbenvorst-Lottum (later: Lottum). Het waren twee aparte stations die op ongeveer 2 kilometer afstand van elkaar lagen.

## Stationsnaam
Tot 1 juli 1920 heette het station  Station Grubbenvorst-klooster. Daarna is de naam gewijzigd in Station Grubbenvorst.

## Gebouwen
Bij de spoorwegovergangen bij het station stonden in vroegere tijden twee baanwachterswoningen. Deze typische witte huisjes (gebouwd omstreeks 1883) zijn in 1960 respectievelijk 1979 afgebroken.

## Sluiting
In 1935 werd het station gesloten. De losplaats bij het station (geopend in 1920) werd in 1940 gesloten.

## Heropening
Eind 2016 heeft Arriva het openbaar vervoer in Limburg overgenomen van Veolia. Het bedrijf heeft daarbij aangekondigd dat het vóór 2020 opnieuw een station bij Grubbenvorst wil bouwen. Vanwege tekorten bij de elektrificatie van de Maaslijn wordt in dat kader geen nieuw station aangelegd. Inmiddels heeft ProRail toch weer plannen voor een nieuw station, dat voor 2028 gerealiseerd zou moeten zijn.